# Familia (ナイトdeライトのアルバム)
『Familia』（ファミリア）は、ナイトdeライトの3枚目のアルバム。2015年4月22日発売。

## 概要
ナイトdeライトの3rd Album。前作『nonfiXion』から約1年7か月振りのオリジナルアルバムであり、初のフルアルバム。
2014年12月6日、「Familiaプロジェクト」と題し、2015年4月にナイトdeライト初となるフルアルバム『Familia』をリリースすることを発表。同時にスポンサー・サポーターを募集。サポーターに登録すると、アルバム制作の進捗メールが受け取れる・CDジャケットに名前が掲載されるなどの特典がついていた。2015年3月25日、アルバム収録曲とツアー日程、発売日が4月22日であることを一斉発表。
2015年3月31日、ラジオカロスサッポロにて冠番組「ナイトdeライトの所帯持ったっていいじゃない」が4月3日より毎週金曜日19:00〜20:00に放送開始することを発表。その初回放送にて、アルバム収録曲からいくつか先行公開された。
M-13「ハンガー」の前に13秒の間がある。

## 収録曲

### リスト
| #         | タイトル                                    | 作詞                                 | 作曲・編曲 | 時間 |
| --------- | ------------------------------------------- | ------------------------------------ | ---------- | ---- |
| 1.        | 「Familia」                                 | 長沢紘宣                             | 長沢紘宣   | 3:46 |
| 2.        | 「悲しみをこえてゆけ」                      | 平野翔一、長沢紘宣                   | 平野翔一   | 4:20 |
| 3.        | 「Believer」                                | 長沢紘宣                             | 長沢紘宣   | 4:21 |
| 4.        | 「わがまま」                                | 長沢紘宣                             | 長沢紘宣   | 5:10 |
| 5.        | 「所帯持ったっていいじゃない」              | 長沢紘宣                             | 長沢紘宣   | 3:21 |
| 6.        | 「夜明け前」                                | 田中満矢                             | 田中満矢   | 4:31 |
| 7.        | 「NIJI」                                    | 三橋恵之矩                           | 三橋恵之矩 | 4:24 |
| 8.        | 「モノグラム」                              | 長沢紘宣、平野翔一                   | 長沢紘宣   | 6:43 |
| 9.        | 「不器用親父」                              | 田中満矢                             | 田中満矢   | 5:17 |
| 10.       | 「家」                                      | 長沢紘宣                             | 長沢紘宣   | 5:46 |
| 11.       | 「MISSION」(feat.LIONEER & Emily Hashimoto) | 長沢紘宣、三橋恵之矩、アンジキジョイ | 長沢紘宣   | 5:31 |
| 12.       | 「光」                                      | 長沢紘宣                             | 長沢紘宣   | 6:08 |
| 13.       | 「ハンガー」                                | 長沢紘宣                             | 長沢紘宣   | 3:22 |
| 合計時間: | 合計時間:                                   | 62:40                                |            |      |

### 収録曲について
1. Familia
作詞/作曲:長沢紘宣
このアルバムの表題曲。
バックコーラスにメンバー全員の家族(妻・子ども)が参加。
2. 悲しみをこえてゆけ
作詞:平野翔一 & 長沢紘宣 / 作曲:平野翔一
3. Believer
作詞/作曲:長沢紘宣
発売前にラジオカロスサッポロ「ナイトdeライトの所帯持ったっていいじゃない」で音源初公開。
4. わがまま
作詞/作曲:長沢紘宣
2014年に行われていたレコ発ワンマンツアー「モノグラム」の際には、お蔵入りソングとして長沢によって披露されていたが、今回収録となった。
5. 所帯持ったっていいじゃない
作詞/作曲:長沢紘宣
今作発売時のプロモーションではこの曲が多く使われた。アルバムのリード曲。
ミュージックビデオにはメンバーの子どもたちが全員出演している。
ラジオカロスサッポロ「ナイトdeライトの所帯持ったっていいじゃない」初回放送で音源初公開。
刃物専門店「宮文」テレビ・ラジオCM[5][6]。
6. 夜明け前
作詞/作曲:田中満矢
2015年11月より、すすきのビジョンにて毎日50秒ver.のミュージックビデオが放映されていた[7]。
7. NIJI
作詞/作曲:三橋恵之矩
2ndアルバム「nonfiXion」に収録されている『虹』とは別の曲。
ライブでは、サビの部分でリズムに合わせて手を大きく振るという振り付けがある。
8. モノグラム
作詞:平野翔一 & 長沢紘宣 / 作曲:長沢紘宣
4thシングル表題曲。
詳細は モノグラム (曲)#収録曲 を参照。
9. 不器用親父
作詞/作曲:田中満矢
田中が自分の父に向けて書いた曲。
10. 家
作詞/作曲:長沢紘宣
2ndシングル表題曲。
シングルとは全く別のアレンジがされている。
ライブではほぼ必ず演奏される。
11. MISSION feat. LIONEER & Emily Hashimoto
作詞:長沢紘宣 & 三橋恵之矩 & アンジキジョイ / 作曲:長沢紘宣
ナイトdeライト初のコラボ曲。ラップ部分がある。
12. 光
作詞/作曲:長沢紘宣
ラジオカロスサッポロ「ナイトdeライトの所帯持ったっていいじゃない」初回放送で音源初公開。
13. ハンガー
作詞/作曲:長沢紘宣
伴奏はアコースティックギターとカホンのみ。
2番は平野の口笛。
一発本番でレコーディングされ、メンバーの笑い声や雑談も入っている。
詞は擬人化したハンガーの、濡れた洋服に向けての言葉。

## アディショナルミュージシャン
| ミュージシャン  | 担当                                                     | 参加トラック |
| --------------- | -------------------------------------------------------- | ------------ |
| 遠藤稔          | ストリングス、サクソフォン、エフェクトプログラム、ピアノ | M-1~12       |
| LIONEER         | ラップ、ボーカル、コーラス                               | M-11         |
| Emily Hashimoto | ボーカル、コーラス                                       | M-11         |

## 協賛・協力・Familiaプロジェクト スポンサー
- カノウプス
- CHAANY
- シェクター
- PAiSTe
- サウンドハウス
- JHインターナショナル
- NANI英語スクール
- カウンセリングルーム Noni
- 桑園オリーブ皮膚科クリニック
- 田島建設
- café olive
- 日本アシスト会計
- 株式会社リアルサウンド

## レコ発ワンマンツアー『Familia』
|    | 開催日         | 開催地 | 会場                 | 演奏形態         | 備考     |
| -- | -------------- | ------ | -------------------- | ---------------- | -------- |
| 1  | 2015年4月22日  | 札幌   | サッポロファクトリー | アコースティック |          |
| 2  | 2015年4月24日  | 名古屋 | APOLLO BASE          | フルバンド       |          |
| 3  | 2015年4月26日  | 吉祥寺 | Planet K             | フルバンド       |          |
| 4  | 2015年4月29日  | 札幌   | つりぼりオーシャン   | アコースティック |          |
| 5  | 2015年5月8日   | 宇都宮 | KENT                 | フルバンド       |          |
| 6  | 2015年5月9日   | 渋谷   | hi-b.a.センター      | アコースティック |          |
| 7  | 2015年5月24日  | 大分   | 大分音楽館           | フルバンド       |          |
| 8  | 2015年5月25日  | 福岡   | graf                 | フルバンド       |          |
| 9  | 2015年6月6日   | 香川   | BISEHALL             | フルバンド       |          |
| 10 | 2015年8月21日  | 岡山   | おかやま未来ホール   | フルバンド       |          |
| 11 | 2015年8月22日  | 岡山   | Crazymama Kingdom    | フルバンド       |          |
| 12 | 2015年10月17日 | 大阪   | ESAKA HALL           | フルバンド       | 追加公演 |
| 13 | 2015年12月26日 | 札幌   | BESSIE HALL          | フルバンド       | 追加公演 |